# Pier Luigi Galli
Pier Luigi Galli (Montecatini Terme, 7 dicembre 1942 – Pisa, 24 settembre 2018) è stato un calciatore italiano, di ruolo attaccante o centrocampista.

## Carriera
Inizia la carriera professionistica con la maglia della Torres esordendo in Serie C nella stagione 1959-1960, che il club sardo, neopromosso in terza serie, chiude al settimo posto in classifica nel girone B. Rimane in rossoblu anche nella stagione 1960-1961, nella stagione 1961-1962, nella stagione 1962-1963 ed anche nella stagione 1963-1964, sempre in terza serie. Con i sardi ha giocato in totale 50 partite, segnando anche 6 reti.
Nel 1964 passa al Pisa, con la cui maglia nella stagione 1964-1965 vince il girone B del campionato di Serie C segnando 3 gol in 25 presenze; gioca con i toscani anche nella stagione 1965-1966, durante la quale fa il suo esordio in Serie B, segnando 2 gol in 18 presenze nell'arco del campionato. Viene riconfermato in squadra anche per la stagione 1966-1967, durante la quale gioca 28 partite di campionato e realizza 5 gol, che fanno di lui il miglior realizzatore stagionale del Pisa. A fine anno lascia la squadra, con un bilancio totale di 10 gol in 72 presenze con la maglia nerazzurra.
Nella stagione 1968-1969 gioca nel Lecce, con la cui maglia segna 4 gol in 11 presenze nel campionato di Serie C. Veste la maglia della squadra salentina anche durante la stagione 1969-1970, sempre in terza serie; in questa seconda annata in giallorosso, Galli gioca 22 partite e mette a segno 2 reti, per poi lasciare a fine anno la squadra.

## Palmarès

### Club

#### Competizioni nazionali
- Serie C: 1

Pisa: 1964-1965